# Boxerentschädigung
Die Boxerentschädigung ist eine Entschädigungsleistung, zu der sich das Kaiserreich China der Qing-Dynastie am 7. September 1901 gegenüber den westlichen elf Ländern im sogenannten „Boxer-Protokoll“ schriftlich verpflichtet hat.

## Die Höhe der Entschädigung

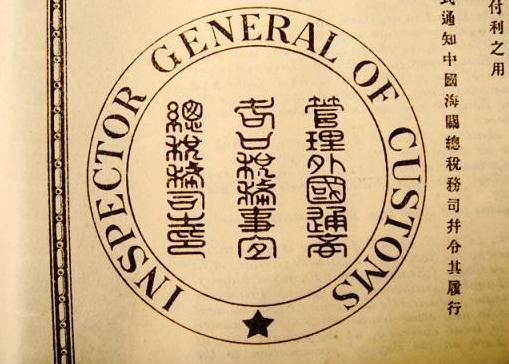
庚子赔款债券 Boxerentschädigungsobligation

Als Reparationszahlungen wurden festgelegt (Zahlen differieren leicht, je nach Quelle):
450.000.000 Tael Feinsilber (ca. 67,5 Mio. £ / 333 Mio. US$) zuzüglich 4 % Zinsen p. a. über 39 Jahre das waren insgesamt 982.238.150 Tael (ca. 34.683 Tonnen Silber) für den Verlust, den China der Acht-Nationen-Allianz verursacht hatte. Die Entschädigungszahlungen verteilten sich wie folgt:
1. Russland 28,97 %
2. Deutschland 20,02 %
3. Frankreich 15,75 %
4. Großbritannien 11,25 %
5. Japan 7,73 %
6. Italien 7,32 %
7. U.S.A. 7,32 %
8. Belgien 1,89 %
9. Österreich-Ungarn 0,89 %
10. Niederlande 0,17 %
11. Spanien 0,025 %
12. Portugal 0,025 %
13. Schweden 0,025 %
14. Norwegen 0,025 %

Die (vorgeblichen) Gründe der westlichen Länder für die Entschädigungszahlungen seitens China sind:
1. Entsendung von Kampftruppen, die u. a. Sold und Zinsen kosten;
2. Entschädigung der Verluste von Staatsbürgern, Missionaren, Kaufleuten und Unternehmen;
3. Entschädigung für den Verlust der nationalen Kirchen;
4. Entschädigung für den Verlust der chinesischen Christen.

Da die USA weniger Entschädigung gefordert hatten, als dann im Boxer-Protokoll festgeschrieben wurde, wandelten sie die zu viel erhaltenen Entschädigungen in ein Stipendium für chinesische Studenten um (Boxer Rebellion Indemnity Scholarship Program).
Im Anschluss daran verwendeten auch Japan und Frankreich einen Teil der Entschädigung für junge chinesische Studenten, zur Finanzierung ihres Studiums.
Nach dem Ersten Weltkrieg wurden Ansprüche Chinas gegenüber dem besiegten Deutschland und Österreich-Ungarn gegengerechnet.
Nach der Oktoberrevolution gewährte die sowjetische Regierung im Jahr 1920 eine Haftungsfreistellung hinsichtlich der Boxerentschädigung.
Als die Entschädigungszahlungen Chinas wegen der Boxerentschädigung 1938 endete, betrug die tatsächliche Entschädigungssumme mehr als sechshundert Millionen Silber-Dollar, umgerechnet rund eine Milliarde Yuan.